# Alaptus schmitzi
Alaptus schmitzi är en stekelart som beskrevs av Soyka 1939. Alaptus schmitzi ingår i släktet Alaptus och familjen dvärgsteklar.
Artens utbredningsområde är Tyskland. Inga underarter finns listade i Catalogue of Life.